# Central TV Tower
La Central TV Tower è una torre di Pechino in Cina.
Usata per scopi di trasmissione di segnali radio e televisivi, è stata per anni l'edificio più alto della città e a metà 2023 resta la nona torre più alta al mondo con 405 metri di altezza ed è posta a 49 m s.l.m.. Possiede un punto di osservazione panoramico a 238 metri. Venne inaugurata nel 1992 dopo 5 anni di lavori di costruzione.